# Gy-l'Évêque
Gy-l'Évêque is een gemeente in het Franse departement Yonne (regio Bourgogne-Franche-Comté) en telt 417 inwoners (1999). De plaats maakt deel uit van het arrondissement Auxerre.

## Geografie
De oppervlakte van Gy-l'Évêque bedraagt 15,3 km², de bevolkingsdichtheid is 27,3 inwoners per km².
De onderstaande kaart toont de ligging van Gy-l'Évêque met de belangrijkste infrastructuur en aangrenzende gemeenten.

## Demografie
Onderstaande figuur toont het verloop van het inwonertal (bron: INSEE-tellingen).